# El Tovar Hotel
El Tovar Hotel eller bare El Tovar er et tidligere Harvey House beliggende seks meter fra Grand Canyons sydlige kant i Grand Canyon Village i Arizona, USA. Hotellet er et af de få Harvey Houses, der stadig er i drift.

## Historie
I 1901 anlagde Atchison, Topeka and Santa Fe Railway en jernbanelinje fra Williams, Arizona til Grand Canyons sydlige kant. Siden 1876 havde hotellet samarbejdet med Fred Harvey Company om driften af restauranter og hoteller langs selskabets banestrækninger, og i 1905 åbnede så et nyt Harvey House ved Grand Canyon.
Hotellet var designet af jernbaneselskabets chefarkitekt, Charles Whittleseyi en stil, der kaldes "parkitecture", en arkitektonisk stil, som også anvendes i dag af National Park Service, (kaldes også National Park Service Rustic). Parktitecture går ud på at skabe bygninger, der passer til det landskab, hvor de placeres.
Harvey hotellerne var kendt for at holde en høj kvalitet i såvel forplejning som service. Fx blev der lavet kaffe to gange om dagen på et Harvey House, uanset om den foregående portion var drukket op. Karakteristisk ved Harveys etablissementer var også de såkaldte "Harvey Girls", som man kaldte servitricerne på etablissementerne. Disse var altid klædt i sorte kjoler og stivede, hvide forklæder.

## El Tovar i dag
Hotellet er stadig i funktion, og er et af de mest besøgte hoteller ved Grand Canyon. Det har 78 værelser og suiter og det kan være nødvendigt at reservere værelser op til et år i forvejen i højsæsonen.
Hotellet er registreret i USA's National Register of Historic Places i 1976 og blev i 1987 udnævnt til et National Historic Landmark. Hotellet drives i dag af Xanterra Parks & Resorts, der har overtaget Fred Harvey Company.

## Berømte gæster
Blandt de notabiliteter, der har boet på El Tovar er Albert Einstein, Theodore Roosevelt og forfatteren Zane Grey.

## Eksterne links
- Om El Tovar fra NPS's side om arkitektur i nationalparkerne Arkiveret 25. juni 2007 hos  Wayback Machine

36°3′27″N 112°8′15″V / 36.05750°N 112.13750°V